# Faithless/Diskografie
Diese Diskografie ist eine Übersicht über die musikalischen Werke der britischen House- und Trip-Hop-Band Faithless. Den Quellenangaben zufolge hat sie bisher mehr als 15 Millionen Tonträger verkauft, davon alleine in ihrer Heimat über 4,5 Millionen. Ihre erfolgreichste Veröffentlichung ist die Single Insomnia mit über 2,5 Millionen verkauften Einheiten.

## Alben

### Studioalben
| Jahr | Titel Musiklabel                                | Höchstplatzierung, Gesamtwochen, AuszeichnungChartplatzierungen (Jahr, Titel, Musiklabel, Platzierungen, Wochen, Auszeichnungen, Anmerkungen) | Höchstplatzierung, Gesamtwochen, AuszeichnungChartplatzierungen (Jahr, Titel, Musiklabel, Platzierungen, Wochen, Auszeichnungen, Anmerkungen) | Höchstplatzierung, Gesamtwochen, AuszeichnungChartplatzierungen (Jahr, Titel, Musiklabel, Platzierungen, Wochen, Auszeichnungen, Anmerkungen) | Höchstplatzierung, Gesamtwochen, AuszeichnungChartplatzierungen (Jahr, Titel, Musiklabel, Platzierungen, Wochen, Auszeichnungen, Anmerkungen) | Höchstplatzierung, Gesamtwochen, AuszeichnungChartplatzierungen (Jahr, Titel, Musiklabel, Platzierungen, Wochen, Auszeichnungen, Anmerkungen) | Anmerkungen                                                  |
| Jahr | Titel Musiklabel                                | DE | AT | CH | UK | US | Anmerkungen                                                  |
| ---- | ----------------------------------------------- | --- | --- | --- | --- | --- | ------------------------------------------------------------ |
| 1996 | Reverence Cheeky Records (BMG)                  | DE17 Gold · (35 Wo.)DE | AT26 (14 Wo.)AT | CH18 Gold · (30 Wo.)CH | UK26 Platin · (27 Wo.)UK | — | Erstveröffentlichung: 25. März 1996 Verkäufe: + 650.000      |
| 1998 | Sunday 8PM Cheeky Records (BMG)                 | DE6 (23 Wo.)DE | AT23 (6 Wo.)AT | CH9 Gold · (9 Wo.)CH | UK10 Gold · (23 Wo.)UK | — | Erstveröffentlichung: 21. September 1998 Verkäufe: + 175.000 |
| 2001 | Outrospective Cheeky Records (BMG)              | DE3 (16 Wo.)DE | AT17 (10 Wo.)AT | CH4 Gold · (14 Wo.)CH | UK4 Platin · (26 Wo.)UK | — | Erstveröffentlichung: 18. Juni 2001 Verkäufe: + 410.000      |
| 2004 | No Roots Cheeky Records (BMG)                   | DE12 (11 Wo.)DE | AT26 (9 Wo.)AT | CH10 (14 Wo.)CH | UK1 Gold · (15 Wo.)UK | — | Erstveröffentlichung: 7. Juni 2004 Verkäufe: + 110.000       |
| 2006 | To All New Arrivals Columbia Records (Sony BMG) | DE70 (6 Wo.)DE | AT73 (1 Wo.)AT | CH11 (12 Wo.)CH | UK30 Gold · (8 Wo.)UK | — | Erstveröffentlichung: 24. November 2006 Verkäufe: + 107.500  |
| 2010 | The Dance Nates Tunes (PIAS)                    | DE10 (7 Wo.)DE | AT34 (3 Wo.)AT | CH4 (10 Wo.)CH | UK2 Gold · (13 Wo.)UK | — | Erstveröffentlichung: 14. Mai 2010 Verkäufe: + 115.000       |
| 2020 | All Blessed BMG Rights Management (WMG)         | DE44 (2 Wo.)DE | — | CH20 (3 Wo.)CH | UK6 (2 Wo.)UK | — | Erstveröffentlichung: 23. Oktober 2020                       |

### Livealben
| Jahr | Titel Musiklabel                                        | Höchstplatzierung, Gesamtwochen, AuszeichnungChartplatzierungen (Jahr, Titel, Musiklabel, Platzierungen, Wochen, Auszeichnungen, Anmerkungen) | Höchstplatzierung, Gesamtwochen, AuszeichnungChartplatzierungen (Jahr, Titel, Musiklabel, Platzierungen, Wochen, Auszeichnungen, Anmerkungen) | Höchstplatzierung, Gesamtwochen, AuszeichnungChartplatzierungen (Jahr, Titel, Musiklabel, Platzierungen, Wochen, Auszeichnungen, Anmerkungen) | Höchstplatzierung, Gesamtwochen, AuszeichnungChartplatzierungen (Jahr, Titel, Musiklabel, Platzierungen, Wochen, Auszeichnungen, Anmerkungen) | Höchstplatzierung, Gesamtwochen, AuszeichnungChartplatzierungen (Jahr, Titel, Musiklabel, Platzierungen, Wochen, Auszeichnungen, Anmerkungen) | Anmerkungen                            |
| Jahr | Titel Musiklabel                                        | DE | AT | CH | UK | US | Anmerkungen                            |
| ---- | ------------------------------------------------------- | --- | --- | --- | --- | --- | -------------------------------------- |
| 2005 | Live at Alexandra Palace Cheeky Records (Sony BMG)      | — | — | — | — | — | Erstveröffentlichung: 24. Juli 2005    |
| 2007 | Live in the UK 2007 Columbia Records (Sony BMG)         | — | — | — | — | — | Erstveröffentlichung: 21. März 2007    |
| 2012 | Passing the Baton – Live from Brixton Nates Tunes (EMM) | — | — | — | UK43 (1 Wo.)UK | — | Erstveröffentlichung: 27. Februar 2012 |

### Kompilationen
| Jahr | Titel Musiklabel                                                                                | Höchstplatzierung, Gesamtwochen, AuszeichnungChartplatzierungen (Jahr, Titel, Musiklabel, Platzierungen, Wochen, Auszeichnungen, Anmerkungen) | Höchstplatzierung, Gesamtwochen, AuszeichnungChartplatzierungen (Jahr, Titel, Musiklabel, Platzierungen, Wochen, Auszeichnungen, Anmerkungen) | Höchstplatzierung, Gesamtwochen, AuszeichnungChartplatzierungen (Jahr, Titel, Musiklabel, Platzierungen, Wochen, Auszeichnungen, Anmerkungen) | Höchstplatzierung, Gesamtwochen, AuszeichnungChartplatzierungen (Jahr, Titel, Musiklabel, Platzierungen, Wochen, Auszeichnungen, Anmerkungen) | Höchstplatzierung, Gesamtwochen, AuszeichnungChartplatzierungen (Jahr, Titel, Musiklabel, Platzierungen, Wochen, Auszeichnungen, Anmerkungen) | Anmerkungen                                              |
| Jahr | Titel Musiklabel                                                                                | DE | AT | CH | UK | US | Anmerkungen                                              |
| ---- | ----------------------------------------------------------------------------------------------- | --- | --- | --- | --- | --- | -------------------------------------------------------- |
| 2005 | Forever Faithless – The Greatest Hits Cheeky Records (Sony BMG)                                 | DE9 Gold · (11 Wo.)DE | AT22 (6 Wo.)AT | CH5 (16 Wo.)CH | UK1 ×4Vierfachplatin · (96 Wo.)UK | — | Erstveröffentlichung: 16. Mai 2005 Verkäufe: + 1.435.000 |
| 2009 | Insomnia – The Best of Faithless auch bekannt als: The Platinum Collection Camden Deluxe (Sony) | — | — | — | UK67 Gold · (9 Wo.)UK | — | Erstveröffentlichung: 2. März 2009 Verkäufe: + 100.000   |

### Remixalben
| Jahr | Titel Musiklabel                                              | Höchstplatzierung, Gesamtwochen, AuszeichnungChartplatzierungen (Jahr, Titel, Musiklabel, Platzierungen, Wochen, Auszeichnungen, Anmerkungen) | Höchstplatzierung, Gesamtwochen, AuszeichnungChartplatzierungen (Jahr, Titel, Musiklabel, Platzierungen, Wochen, Auszeichnungen, Anmerkungen) | Höchstplatzierung, Gesamtwochen, AuszeichnungChartplatzierungen (Jahr, Titel, Musiklabel, Platzierungen, Wochen, Auszeichnungen, Anmerkungen) | Höchstplatzierung, Gesamtwochen, AuszeichnungChartplatzierungen (Jahr, Titel, Musiklabel, Platzierungen, Wochen, Auszeichnungen, Anmerkungen) | Höchstplatzierung, Gesamtwochen, AuszeichnungChartplatzierungen (Jahr, Titel, Musiklabel, Platzierungen, Wochen, Auszeichnungen, Anmerkungen) | Anmerkungen                                                            |
| Jahr | Titel Musiklabel                                              | DE | AT | CH | UK | US | Anmerkungen                                                            |
| ---- | ------------------------------------------------------------- | --- | --- | --- | --- | --- | ---------------------------------------------------------------------- |
| 1997 | Irreverence Cheeky Records (BMG)                              | DE— aDE | AT— aAT | CH— aCH | UK— aUK | — | Erstveröffentlichung: 1997 auch Teil von Reverence (Limited Edition)   |
| 1999 | Saturday 3AM Cheeky Records (BMG)                             | DE— bDE | AT— bAT | CH— bCH | UK— bUK | — | Erstveröffentlichung: 1999 auch Teil von Sunday 8 PM (Limited Edition) |
| 2004 | Everything Will Be Alright Tomorrow Cheeky Records (Sony BMG) | — | — | — | — | — | Erstveröffentlichung: 30. August 2004                                  |
| 2015 | Faithless 2.0 Cheeky Records (Sony)                           | DE50 (1 Wo.)DE | — | CH16 (2 Wo.)CH | UK1 Silber · (12 Wo.)UK | — | Erstveröffentlichung: 9. Oktober 2015 Verkäufe: + 60.000               |

### EPs
| Jahr | Titel Musiklabel                           | Anmerkungen                         |
| ---- | ------------------------------------------ | ----------------------------------- |
| 2007 | Live in Cannes Columbia Records (Sony BMG) | Erstveröffentlichung: 11. Juni 2007 |

## Singles

### Als Leadmusiker
| Jahr | Titel Album                                                     | Höchstplatzierung, Gesamtwochen, AuszeichnungChartplatzierungen (Jahr, Titel, Album, Platzierungen, Wochen, Auszeichnungen, Anmerkungen) | Höchstplatzierung, Gesamtwochen, AuszeichnungChartplatzierungen (Jahr, Titel, Album, Platzierungen, Wochen, Auszeichnungen, Anmerkungen) | Höchstplatzierung, Gesamtwochen, AuszeichnungChartplatzierungen (Jahr, Titel, Album, Platzierungen, Wochen, Auszeichnungen, Anmerkungen) | Höchstplatzierung, Gesamtwochen, AuszeichnungChartplatzierungen (Jahr, Titel, Album, Platzierungen, Wochen, Auszeichnungen, Anmerkungen) | Höchstplatzierung, Gesamtwochen, AuszeichnungChartplatzierungen (Jahr, Titel, Album, Platzierungen, Wochen, Auszeichnungen, Anmerkungen) | Anmerkungen                                                                              |
| Jahr | Titel Album                                                     | DE | AT | CH | UK | US | Anmerkungen                                                                              |
| --- | --------------------------------------------------------------- | --- | --- | --- | --- | --- | ---------------------------------------------------------------------------------------- |
| 1995 | Salva Mea auch bekannt als: The Scream Reverence                | DE5 Gold · (17 Wo.)DE | AT9 (12 Wo.)AT | CH1 (19 Wo.)CH | UK9 (11 Wo.)UK | — | Erstveröffentlichung: 24. Juli 1995 Verkäufe: + 1.000.000                                |
| 1995 | Insomnia Reverence                                              | DE2 Platin · (43 Wo.)DE | AT5 (18 Wo.)AT | CH1 Gold · (43 Wo.)CH | UK3 ×3Dreifachplatin · (64 Wo.)UK | US62 (19 Wo.)US | Erstveröffentlichung: 27. November 1995 Verkäufe: + 2.575.000                            |
| 1996 | Don’t Leave Reverence                                           | DE72 (8 Wo.)DE | — | CH38 (6 Wo.)CH | UK21 (8 Wo.)UK | — | Erstveröffentlichung: 11. März 1996                                                      |
| 1996 | If Lovin' You Is Wrong Reverence                                | — | — | — | — | — | Erstveröffentlichung: 8. Juli 1996                                                       |
| 1997 | Reverence                                                       | — | — | — | UK10 (7 Wo.)UK | — | Erstveröffentlichung: 14. April 1997                                                     |
| 1998 | God Is a DJ Sunday 8 PM                                         | DE2 Gold · (18 Wo.)DE | AT9 (14 Wo.)AT | CH2 (17 Wo.)CH | UK6 Platin · (12 Wo.)UK | — | Erstveröffentlichung: 24. August 1998 Verkäufe: + 885.000                                |
| 1998 | Take the Long Way Home Sunday 8 PM                              | DE56 (9 Wo.)DE | AT36 (1 Wo.)AT | CH50 (2 Wo.)CH | UK15 (7 Wo.)UK | — | Erstveröffentlichung: 23. November 1998                                                  |
| 1999 | Bring My Family Back Sunday 8 PM                                | DE48* (5 Wo.)DE | — | CH39* (2 Wo.)CH | UK14 (5 Wo.)UK | — | Erstveröffentlichung: 19. April 1999 * feat. Sabrina Setlur                              |
| 1999 | Why Go? Sunday 8 PM                                             | DE90 (1 Wo.)DE | — | — | — | — | Erstveröffentlichung: 27. September 1999 feat. Boy George                                |
| 2001 | We Come 1 Outrospective                                         | DE17 (9 Wo.)DE | AT29 (11 Wo.)AT | CH16 (10 Wo.)CH | UK3 Gold · (13 Wo.)UK | — | Erstveröffentlichung: 28. Mai 2001 Verkäufe: + 445.000                                   |
| 2001 | Muhammad Ali Outrospective                                      | DE87 (2 Wo.)DE | — | — | UK29 (6 Wo.)UK | — | Erstveröffentlichung: 17. September 2001                                                 |
| 2001 | Tarantula Outrospective                                         | DE92 (2 Wo.)DE | — | CH89 (3 Wo.)CH | UK29 (8 Wo.)UK | — | Erstveröffentlichung: 17. Dezember 2001                                                  |
| 2002 | Crazy English Summer Outrospective                              | — | — | — | — | — | Erstveröffentlichung: 28. Januar 2002                                                    |
| 2002 | One Step too Far Outrospective                                  | DE48 (8 Wo.)DE | — | CH51 (6 Wo.)CH | UK6 (3 Wo.)UK | — | Erstveröffentlichung: 8. April 2002 feat. Dido                                           |
| 2004 | Mass Destruction No Roots                                       | DE63 (7 Wo.)DE | — | CH43 (4 Wo.)CH | UK7 (8 Wo.)UK | — | Erstveröffentlichung: 31. Mai 2004                                                       |
| 2004 | I Want More No Roots                                            | DE81 (3 Wo.)DE | — | CH96 (3 Wo.)CH | UK22 (3 Wo.)UK | — | Erstveröffentlichung: 23. August 2004                                                    |
| 2004 | Miss U Less, See U More No Roots                                | DE93 (5 Wo.)DE | — | — | — | — | Erstveröffentlichung: 22. November 2004                                                  |
| 2005 | Why Go? 2005 Forever Faithless – The Greatest Hits              | — | — | — | UK49 (3 Wo.)UK | — | Erstveröffentlichung: 30. Mai 2005 feat. Estelle                                         |
| 2005 | Insomnia 2005 Forever Faithless – The Greatest Hits             | DE37 (24 Wo.)DE | AT40 (4 Wo.)AT | CH29 (42 Wo.)CH | UK— cUK | — | Erstveröffentlichung: 26. September 2005                                                 |
| 2006 | Bombs To All New Arrivals                                       | — | — | CH74 (3 Wo.)CH | UK26 (4 Wo.)UK | — | Erstveröffentlichung: 24. Oktober 2006 feat. Harry Collier                               |
| 2007 | Music Matters To All New Arrivals                               | — | — | — | UK38 (1 Wo.)UK | — | Erstveröffentlichung: 26. März 2007                                                      |
| 2007 | I Won’t Stop –                                                  | — | — | — | — | — | Erstveröffentlichung: 11. Mai 2007                                                       |
| 2010 | Not Going Home The Dance                                        | DE63 (3 Wo.)DE | — | — | UK42 (4 Wo.)UK | — | Erstveröffentlichung: 30. April 2010                                                     |
| 2010 | Feelin’ Good The Dance                                          | — | — | — | — | — | Erstveröffentlichung: 27. September 2010 feat. Dido                                      |
| 2010 | Sun to Me The Dance                                             | — | — | CH39 (1 Wo.)CH | — | — | Erstveröffentlichung: 24. Oktober 2010                                                   |
| 2015 | Insomnia 2.0 (Avicii Remix) Faithless 2.0                       | DE— cDE | AT58 (2 Wo.)AT | CH— cCH | UK— cUK | — | Erstveröffentlichung: 24. Juli 2015                                                      |
| 2020 | Let the Music Decide –                                          | — | — | — | — | — | Erstveröffentlichung: 5. Juni 2020                                                       |
| 2020 | This Feeling All Blessed (Deluxe Edition)                       | — | — | — | — | — | Erstveröffentlichung: 17. Juli 2020 feat. Nathan Ball & Suli Breaks                      |
| 2020 | Synthesizer All Blessed                                         | — | — | — | — | — | Erstveröffentlichung: 28. August 2020 feat. Nathan Ball                                  |
| 2021 | I Need Someone auch bekannt als: Necesito a alguien All Blessed | — | — | — | — | — | Erstveröffentlichung: 22. Januar 2021 Verkäufe: + 20.000; feat. Nathan Ball & Caleb Femi |
| 2021 | Innadadance All Blessed                                         | — | — | — | — | — | Erstveröffentlichung: 9. Juli 2021 feat. Jazzie B & Suli Breaks                          |
| 2021 | Everybody Everybody All Blessed (Deluxe Edition)                | — | — | — | — | — | Erstveröffentlichung: 17. September 2021                                                 |
| Folgende Lieder erschienen nicht als Single, wurden aber durch das Album zum Download und Streaming bereitgestellt und konnten somit eine Platzierung erlangen: |                                                                 | | | | | |                                                                                          |
| |                                                                 | | | | | |                                                                                          |
| 2009 | Drifting Away Reverence                                         | — | — | — | UK98 (1 Wo.)UK | — | Charteinstieg: 31. Mai 2009                                                              |

### Als Gastmusiker
| Jahr | Titel Album                              | Anmerkungen                                                         |
| ---- | ---------------------------------------- | ------------------------------------------------------------------- |
| 2022 | The Crown Main Title (Faithless Remix) – | Erstveröffentlichung: 29. November 2022 Hans Zimmer feat. Faithless |

## Videoalben und Musikvideos

### Videoalben
| Jahr | Titel Musiklabel                                                | Höchstplatzierung, Gesamtwochen, AuszeichnungChartplatzierungen (Jahr, Titel, Musiklabel, Platzierungen, Wochen, Auszeichnungen, Anmerkungen) | Höchstplatzierung, Gesamtwochen, AuszeichnungChartplatzierungen (Jahr, Titel, Musiklabel, Platzierungen, Wochen, Auszeichnungen, Anmerkungen) | Höchstplatzierung, Gesamtwochen, AuszeichnungChartplatzierungen (Jahr, Titel, Musiklabel, Platzierungen, Wochen, Auszeichnungen, Anmerkungen) | Höchstplatzierung, Gesamtwochen, AuszeichnungChartplatzierungen (Jahr, Titel, Musiklabel, Platzierungen, Wochen, Auszeichnungen, Anmerkungen) | Höchstplatzierung, Gesamtwochen, AuszeichnungChartplatzierungen (Jahr, Titel, Musiklabel, Platzierungen, Wochen, Auszeichnungen, Anmerkungen) | Anmerkungen                                                 |
| Jahr | Titel Musiklabel                                                | DE | AT | CH | UK | US | Anmerkungen                                                 |
| ---- | --------------------------------------------------------------- | --- | --- | --- | --- | --- | ----------------------------------------------------------- |
| 2005 | Forever Faithless – The Greatest Hits Cheeky Records (Sony BMG) | — | — | — | UK49 (1 Wo.)UK | — | Erstveröffentlichung: 16. Mai 2005                          |
| 2005 | Live at Alexandra Palace Cheeky Records (Sony BMG)              | — | — | — | UK3 Gold · (6 Wo.)UK | — | Erstveröffentlichung: 30. September 2005 Verkäufe: + 25.000 |
| 2008 | Live in Moscow Warner Music (WMG)                               | — | — | — | — | — | Erstveröffentlichung: 7. November 2008                      |
| 2012 | Passing the Baton – Live from Brixton Nate’s Record (EMM)       | — | — | — | — | — | Erstveröffentlichung: 27. Februar 2012                      |

### Musikvideos
| Jahr | Titel                     | Regisseur(e)                |
| ---- | ------------------------- | --------------------------- |
| 1995 | Insomnia                  | Lindy Heymann               |
| 1996 | Don’t Leave               | Lindy Heymann               |
| 1996 | Salva Mea                 | Lindy Heymann               |
| 1996 | If Lovin’ You Is Wrong    | Lindy Heymann               |
| 1997 | Reverence                 | Lindy Heymann               |
| 1998 | God Is a DJ               | Jamie Catto                 |
| 1998 | Take the Long Way Home    | Jamie Catto                 |
| 1999 | Why Go?                   | Ben Unwin                   |
| 1999 | Bring My Family           | Ben Unwin (2 Versionen)     |
| 2001 | We Come 1                 | Nick Goffey, Dominic Hawley |
| 2001 | Muhammad Ali              | James Brown                 |
| 2001 | Tarantula                 | Jim Canty, Jake Wynne       |
| 2002 | One Step Too Far          | Liz Friedlander             |
| 2004 | Mass Destruction          | Nick Goffey, Dominic Hawley |
| 2004 | I Want More (2 Versionen) |                             |
| 2004 | Miss U Less, See U More   |                             |
| 2005 | Why Go?                   |                             |
| 2006 | Bombs                     | Howard Greenhalgh           |
| 2007 | Music Matters             |                             |
| 2010 | Not Going Home            |                             |
| 2010 | Feelin’ Good              |                             |
| 2011 | Tweak Your Nipple         |                             |
| 2011 | Sun to Me                 |                             |
| 2020 | This Feeling              | Josh Cole                   |
| 2020 | Synthesizer               |                             |

## Sonderveröffentlichungen

### Alben
| Jahr | Titel Musiklabel                                             | Anmerkungen                                                                  |
| ---- | ------------------------------------------------------------ | ---------------------------------------------------------------------------- |
| 2006 | Renaissance 3D: Faithless Renaissance Records (Amato)        | Erstveröffentlichung: 10. Juli 2006 Teil der „Renaissance-3D“-Reihe          |
| 2011 | Reverence / Sunday 8PM / Outrospective Cheeky Records (Sony) | Erstveröffentlichung: 25. März 2011 Teil der „Original-Album-Classics“-Reihe |

| Jahr | Titel Musiklabel                                     | Anmerkungen                                                                                         |
| ---- | ---------------------------------------------------- | --------------------------------------------------------------------------------------------------- |
| 2008 | Discover: Faithless Cheeky Records (Sony BMG)        | Erstveröffentlichung: 25. Juli 2008 Teil der „Discover“-Reihe                                       |
| 2010 | iTunes Festival: London 2010 Nates Tunes (PIAS)      | Erstveröffentlichung: 3. August 2010 Vertrieb nur über iTunes                                       |
| 2022 | Apple Music Home Session BMG Rights Management (WMG) | Erstveröffentlichung: 25. August 2022 feat. Nathan Ball; Teil der „Apple-Music-Home Sessions“-Reihe |

| Jahr | Titel Musiklabel                                   | Anmerkungen                                                           |
| ---- | -------------------------------------------------- | --------------------------------------------------------------------- |
| 1997 | Don’t Leave Intercord (BMG)                        | Erstveröffentlichung: 22. Dezember 1997 Veröffentlichung nur in Japan |
| 2000 | Back to Mine Disco Mix Club (DMC)                  | Erstveröffentlichung: 16. Oktober 2000 Teil der „Back-to-Mine“-Reihe  |
| 2007 | Outrospective / No Roots Cheeky Records (Sony BMG) | Erstveröffentlichung: 28. September 2007 Teil der „2-for-1“-Reihe     |
| 2007 | Sunday 8PM / Reverance Cheeky Records (Sony BMG)   | Erstveröffentlichung: 28. September 2007 Teil der „2-for-1“-Reihe     |

| Jahr | Titel Musiklabel                                  | Anmerkungen                                                                   |
| ---- | ------------------------------------------------- | ----------------------------------------------------------------------------- |
| 2002 | Outrospective – Remixes Cheeky Records (BMG)      | Erstveröffentlichung: 15. April 2002 Teil von Outrospective (Special Edition) |
| 2010 | The Dance Neves Ends Nates Tunes (PIAS)           | Erstveröffentlichung: 1. November 2010 Teil von The Dance (Special Edition)   |
| 2021 | All Blessed – Remixes BMG Rights Management (WMG) | Erstveröffentlichung: 5. November 2021 Teil von All Blessed (Deluxe Edition)  |

### Lieder
| Jahr | Titel Album                               | Anmerkungen                                                                            |
| ---- | ----------------------------------------- | -------------------------------------------------------------------------------------- |
| 2006 | One Step Too Far Rhythms del Mundo – Cuba | Erstveröffentlichung: 10. November 2006 Buena Vista Social Club feat. Dido & Faithless |
| 2017 | Let the Music Play Soulmatic              | Erstveröffentlichung: 20. Oktober 2017 Purple Disco Machine feat. Faithless            |

| Jahr | Titel Interpretation                                   | Anmerkungen                             |
| ---- | ------------------------------------------------------ | --------------------------------------- |
| 1995 | I Feel Love Donna Summer                               | Erstveröffentlichung: 8. August 1995    |
| 1999 | My Favourite Game The Cardigans                        | Erstveröffentlichung: 1999              |
| 2000 | Under the Water Brother Brown                          | Erstveröffentlichung: 2000              |
| 2001 | Get Up Badmarsh & Shri feat. UK Apache                 | Erstveröffentlichung: 2001              |
| 2001 | Gettin’ into U W.O.S.P.                                | Erstveröffentlichung: 15. Oktober 2001  |
| 2003 | Nothing but You Paul van Dyk feat. Hemstock & Jennings | Erstveröffentlichung: 30. Juni 2003     |
| 2016 | Just Say KDA feat. Tinashe                             | Erstveröffentlichung: 8. Dezember 2016  |
| 2020 | Together R+ / Dido                                     | Erstveröffentlichung: 19. Juni 2020     |
| 2022 | The Crown Main Title Hans Zimmer                       | Erstveröffentlichung: 29. November 2022 |

| Jahr | Titel Album                            | Anmerkungen                                                                                       |
| ---- | -------------------------------------- | ------------------------------------------------------------------------------------------------- |
| 2002 | Dub Be Good to Me NME Presents: 1 Love | Erstveröffentlichung: 2. Dezember 2002 mit Dido; Original: The S. O. S. Band – Just Be Good to Me |
| 2005 | We Come 1 (Live) Live 8                | Erstveröffentlichung: 8. November 2005                                                            |
| 2022 | God Is a DJ Club Sounds Vol. 98        | Erstveröffentlichung: 18. Februar 2022 vs. David Guetta                                           |

| Jahr | Titel Soundtrack zu                | Anmerkungen                                                  |
| ---- | ---------------------------------- | ------------------------------------------------------------ |
| 1999 | Addictive Eiskalte Engel           | Erstveröffentlichung: 29. März 1999 Original: Pauline Taylor |
| 2008 | We Come 1 Shaun White Snowboarding | Erstveröffentlichung: 18. November 2008                      |

### Videoalben
| Jahr | Titel Musiklabel                                                                       | Anmerkungen                                                                                |
| ---- | -------------------------------------------------------------------------------------- | ------------------------------------------------------------------------------------------ |
| 2012 | Passing the Baton – Live from Brixton Nate’s Record (NATE)                             | Erstveröffentlichung: 16. März 2012 Bonus-DVD; Teil von Passing the Baton (Deluxe Edition) |
| 2021 | 2010-06-27: Glastonbury Festival of Contemporary Performing Arts, UK BBC iPlayer (BBC) | Erstveröffentlichung: 21. Juni 2021 Vertrieb nur über BBC                                  |

## Promoveröffentlichungen
| Jahr | Titel Album                                                    | Anmerkungen                                                             |
| ---- | -------------------------------------------------------------- | ----------------------------------------------------------------------- |
| 1998 | Hour of Need Sunday 8PM                                        | Erstveröffentlichung: 1998                                              |
| 2005 | Fatty Boo Forever Faithless – The Greatest Hits                | Erstveröffentlichung: 2005                                              |
| 2005 | Addictive Eiskalte Engel (O.S.T.)                              | Erstveröffentlichung: 8. März 2005 Original: Pauline Taylor             |
| 2005 | Reasons (Saturday Night) Forever Faithless – The Greatest Hits | Erstveröffentlichung: 17. Mai 2005                                      |
| 2007 | Spiders, Crocodiles & Kryptonite To All New Arrivals           | Erstveröffentlichung: 2007 feat. Robert Smith                           |
| 2007 | A Kind of Peace To All New Arrivals                            | Erstveröffentlichung: 9. Dezember 2007 feat. Cat Power                  |
| 2010 | Tweak Your Nipple The Dance                                    | Erstveröffentlichung: 19. Juli 2010                                     |
| 2021 | In Those Times –                                               | Erstveröffentlichung: 3. Dezember 2021 Amazon-Original-Veröffentlichung |

## Boxsets
| Jahr | Titel Musiklabel                                 | Anmerkungen                |
| ---- | ------------------------------------------------ | -------------------------- |
| 1999 | The Testimony – Chapter One Cheeky Records (BMG) | Erstveröffentlichung: 1999 |

## Statistik

### Chartauswertung
|                     | DE    | AT    | CH    | UK     |
| ------------------- | ----- | ----- | ----- | ------ |
| Nummer-eins-Alben   | DE—DE | AT—AT | CH—CH | UK3UK  |
| Top-10-Alben        | DE4DE | AT—AT | CH5CH | UK7UK  |
| Alben in den Charts | DE9DE | AT7AT | CH9CH | UK11UK |

|                       | DE     | AT    | CH     | UK     | US    |
| --------------------- | ------ | ----- | ------ | ------ | ----- |
| Nummer-eins-Singles   | DE—DE  | AT—AT | CH2CH  | UK—UK  | US—US |
| Top-10-Singles        | DE3DE  | AT3AT | CH3CH  | UK7UK  | US—US |
| Singles in den Charts | DE16DE | AT6AT | CH13CH | UK18UK | US1US |

|                          | DE    | AT    | CH    | UK    |
| ------------------------ | ----- | ----- | ----- | ----- |
| Nummer-eins-Videoalben   | DE—DE | AT—AT | CH—CH | UK—UK |
| Top-10-Videoalben        | DE—DE | AT—AT | CH—CH | UK1UK |
| Videoalben in den Charts | DE—DE | AT—AT | CH—CH | UK2UK |

### Auszeichnungen für Musikverkäufe
| Silberne Schallplatte - Frankreich - 1996: für die Single Insomnia Goldene Schallplatte - Australien - 1997: für die Single Insomnia - Belgien - 1997: für die Single Insomnia - 1998: für die Single God Is a DJ - 2001: für das Album Outrospective - 2001: für die Single We Come 1 - 2011: für das Album The Dance - Brasilien - 2022: für die Single I Need Someone - Dänemark - 2001: für die Single We Come 1 - 2024: für die Single Insomnia - Europa (Impala) - 2010: für das Album The Dance - Irland - 2006: für das Album To All New Arrivals - Niederlande - 1999: für das Album Sunday 8PM - 1999: für das Album Reverence - 2001: für das Album Outrospective - Norwegen - 1996: für das Album Reverence - 1998: für die Single God Is a DJ - 2001: für das Album Outrospective - 2001: für die Single We Come 1 - Russland - 2004: für das Album No Roots - 2005: für das Album Forever Faithless – The Greatest Hits | Platin-Schallplatte - Belgien - 2007: für das Album Forever Faithless – The Greatest Hits - Norwegen - 1996: für die Single Insomnia 5× Platin-Schallplatte - Irland - 2007: für das Album Forever Faithless – The Greatest Hits |

Anmerkung: Auszeichnungen in Ländern aus den Charttabellen bzw. Chartboxen sind in ebendiesen zu finden.
| Land/RegionAuszeichnungen für Musikverkäufe (Land/Region, Auszeichnungen, Verkäufe, Quellen) | Silber     | Gold       | Platin       | Verkäufe  | Quellen             |
| -------------------------------------------------------------------------------------------- | ---------- | ---------- | ------------ | --------- | ------------------- |
| Australien (ARIA)                                                                            | —          | Gold1      | —            | 35.000    | aria.com.au         |
| Belgien (BRMA)                                                                               | —          | 5× Gold5   | Platin1      | 165.000   | ultratop.be         |
| Brasilien (PMB)                                                                              | —          | Gold1      | —            | 20.000    | pro-musicabr.org.br |
| Dänemark (IFPI)                                                                              | —          | 2× Gold2   | —            | 55.000    | ifpi.dk             |
| Deutschland (BVMI)                                                                           | —          | 4× Gold4   | Platin1      | 1.350.000 | musikindustrie.de   |
| Europa (Impala)                                                                              | —          | Gold1      | —            | (100.000) | Einzelnachweise     |
| Frankreich (SNEP)                                                                            | Silber1    | —          | —            | 125.000   | infodisc.fr         |
| Irland (IRMA)                                                                                | —          | Gold1      | 5× Platin5   | 82.500    | irishcharts.ie      |
| Niederlande (NVPI)                                                                           | —          | 3× Gold3   | —            | 140.000   | nvpi.nl             |
| Norwegen (IFPI)                                                                              | —          | 4× Gold4   | Platin1      | 90.000    | ifpi.no             |
| Russland (NFPF)                                                                              | —          | 2× Gold2   | —            | 20.000    | 2m-online.ru        |
| Schweiz (IFPI)                                                                               | —          | 4× Gold4   | —            | 95.000    | hitparade.ch        |
| Vereinigtes Königreich (BPI)                                                                 | Silber1    | 7× Gold7   | 10× Platin10 | 5.185.000 | bpi.co.uk           |
| Insgesamt                                                                                    | 2× Silber2 | 35× Gold35 | 18× Platin18 |           |                     |